# Grosso tirolino
Il grosso tirolino era una moneta in argento coniata dalla fine del secolo XIII nella zecca di Merano, allora capitale del Tirolo. 
Le monete coniate a Merano godevano di buona fama, essendo il loro titolo particolarmente stabile per cui la quantità d'argento in esse contenuta variava molto poco da moneta a moneta. Il tirolino, allo stesso modo dell'aquilino, che nella monetazione tirolese lo aveva preceduto, equivaleva a 20 “piccoli” bernesi (= veronesi). 
Per le due croci raffigurate sul verso venne anche chiamato Kreuzer (dal tedesco Kreuz, croce). Fu una moneta che ebbe grande diffusione e venne imitata in molte città, soprattutto in Italia del Nord.